# Christofer Eskilsson
Christofer Eskilsson (Malmö, 20 aprile 1989) è un tuffatore svedese.

## Carriera
Christofer Eskilsson è stato convocato in nazionale maggiore per la prima volta, in un grande evento sportivo, ai campionati europei di tuffi di Torino 2009, unico piattaformista della squadra svedese. Ha esordito nella competizione il 5 aprile piattaforma 10 metri individuale con un ottavo posto nel turno preliminare entrando così nelle prime dodici posizioni utili per qualificazione. Con 464,10 punti, in finale, ha sfiorato la medaglia di bronzo, sfuggita per 1,90 punti, concludendo al quarto posto alle spalle di Patrick Hausding (466 punti).
Qualche mese più tardi ha rappresentato la Svezia ai campionati mondiali di nuoto di Roma 2009, dove il 21 luglio ha gareggiato nel concorso dalla piattaforma 10m individuale. In gara ha ottenuto una brutta eliminazione nel turno qualificatorio, chiudendo al trentatreesimo posto.